# Розпрягайте, хлопці, коні
Розпрягайте, хлопці, коні — украинская народная песня. Согласно некоторым авторам, тексты её можно обнаружить уже в записях фольклористов XIX столетия. В СССР песня получила широкое признание после выхода в свет фильма «Трактористы» (1939).

## История
Согласно некоторым авторам, песня встречается уже в записях этнографов XIX столетия.
В начале XX века, её записал и обработал фольклорист и композитор Дмитрий Балацкий. В 1935 года вышла в тираж грамзапись произведения в исполнении одного из государственных хоров Украины.
В СССР песня приобрела широкую известность после выхода в свет фильма «Щорс» (1939). С 1970-х годов, произведение занимает видное место в репертуаре «Кубанского казачьего хора».
По мнению украинского фольклориста Леонида Кауфмана народная песня «Розпрягайте, хлопці, коні» была написана Дмитрием Балацким в 1918 году. Эту версию опровергал Андрей Кинько, доказывая, что песня была известна в записях фольклористов еще в 19 веке. Краевед Виктор Яланский в книге, изданной в 1999 году, «Нестор и Галина, рассказывают фотокарточки» приводит предположение жены Нестора Махно Галины Кузьменко, что автором этого произведения является махновец с Полтавщины Иван Негребицкий.
Со временем произведение претерпело перевод для военных оркестров РККА, как «украинский марш» Чернецкого, и ВСУ. В 1970-е годы стал широко известным вариант песни в исполнении Кубанского казачьего хора с припевом «Маруся раз, два, три калина».